# Copa Libertadores de Futsal
La CONMEBOL LIbertadores Futsal (en portugués: Campeonato Sul-Americano de Clubes de Futsal), es una competición internacional que enfrenta a los mejores equipos de fútbol sala de Sudamérica. Está oficiado formalmente por la CONMEBOL desde 2002.
Los clubes más galardonados son el Carlos Barbosa y el Jaraguá con 6 campeonatos cada uno. El campeón actual es el Peñarol de Uruguay.

## Historia
Desde 2002 hasta 2015 la competición estuvo separada en Zona Norte y Zona Sur para acabar con la hegemonía de los equipos brasileños en la competición. Cada zona estaba dividida en dos grupos con número variable de integrantes. Los equipos de cada grupo se enfrentaban entre sí a partido único en sede definida previamente por la Conmebol para cada torneo de zona. Tras disputarse todos los partidos los dos mejores equipos de cada grupo se enfrentaban en semifinales a partido único y en llaves cruzadas (primero de un grupo contra segundo del otro), los vencedores de cada partido disputaban entre sí la final de zona a partido único y los vencedores de cada zona disputaban la final del Sudamericano al mejor de dos partidos en sede determinada por la Conmebol.
A partir del año 2016 desaparecen los torneos de zona reuniendo a los diez países miembros de la CONMEBOL en un solo torneo y en una sola sede. Si algún equipo no asiste a los partidos en las fechas programadas sin justificar su ausencia y/o no llega a un acuerdo con el equipo rival y la Conmebol para el cambio de fechas, se declara vencedor a su oponente por W.O.

## Campeones
| Año           | Sede                                       | Campeón                                    | Final Resultado                            | Subcampeón                                 |
| ------------- | ------------------------------------------ | ------------------------------------------ | ------------------------------------------ | ------------------------------------------ |
| 2000 Detalles | Río de Janeiro · Brasil                    | Internacional · Brasil                     | 6–5                                        | Vasco da Gama · Brasil                     |
| 2001 Detalles | Carlos Barbosa · Brasil                    | Banespa · Brasil                           | 6–5                                        | Carlos Barbosa · Brasil                    |
| 2002 Detalles | Valera · Venezuela                         | Carlos Barbosa · Brasil                    | 7–4 9–6                                    | Pumas · Venezuela                          |
| 2003 Detalles | Carlos Barbosa · Brasil                    | Carlos Barbosa · Brasil                    | 8–2 5–1                                    | Nacional · Uruguay                         |
| 2004 Detalles | Lima · Perú                                | Jaraguá · Brasil                           | 13–8 5–1                                   | Deportivo Kansas · Perú                    |
| 2005 Detalles | Itauguá Paraguay                           | Jaraguá · Brasil                           | 6–5 3–2                                    | Universidad Autónoma Paraguay              |
| 2006 Detalles | Fusagasugá · Colombia                      | Jaraguá · Brasil                           | 5–2 8–3                                    | Independiente Santa Fe · Colombia          |
| 2007 Detalles | Jaraguá · Brasil                           | Jaraguá · Brasil                           | 7–1 6–2                                    | Bello Innovar 80 · Colombia                |
| 2008 Detalles | Jaraguá · Brasil                           | Jaraguá · Brasil                           | 11–4 10–2                                  | Deportivo Táchira · Venezuela              |
| 2009 Detalles | Jaraguá · Brasil                           | Jaraguá · Brasil                           | w/o                                        | Bello Jairubi · Colombia                   |
| 2010          | No se disputó                              | No se disputó                              | No se disputó                              | No se disputó                              |
| 2011 Detalles | Encarnación Paraguay                       | Carlos Barbosa · Brasil                    | 3-1                                        | Atlético Paranaense Paraguay               |
| 2012          | No se disputó                              | No se disputó                              | No se disputó                              | No se disputó                              |
| 2013 Detalles | Orlândia · Brasil                          | Intelli/Orlândia · Brasil                  | 7–2 4–1                                    | Águilas Doradas · Colombia                 |
| 2014 Detalles | Erechim · Brasil                           | Atlántico Erechim · Brasil                 | 3–2                                        | Boca Juniors Argentina                     |
| 2015 Detalles | Itapetininga · Brasil                      | Brasil Kirin · Brasil                      | 5–1 4–2                                    | Real Bucaramanga · Colombia                |
| 2016 Detalles | Asunción Paraguay                          | Cerro Porteño Paraguay                     | 4–2                                        | Jaraguá · Brasil                           |
| 2017 Detalles | Lima · Perú                                | Carlos Barbosa · Brasil                    | 2-1                                        | Cerro Porteño Paraguay                     |
| 2018 Detalles | Río Grande do Sul · Brasil                 | Carlos Barbosa · Brasil                    | 4–1                                        | Joinville · Brasil                         |
| 2019 Detalles | Buenos Aires Argentina                     | Carlos Barbosa · Brasil                    | 3–1                                        | Cerro Porteño Paraguay                     |
| 2020          | Aplazada debido a la pandemia de COVID-19. | Aplazada debido a la pandemia de COVID-19. | Aplazada debido a la pandemia de COVID-19. | Aplazada debido a la pandemia de COVID-19. |
| 2021 Detalles | Florida · Uruguay                          | San Lorenzo Argentina                      | 4–3                                        | Carlos Barbosa · Brasil                    |
| 2022 Detalles | Buenos Aires Argentina                     | Cascavel · Brasil                          | 3–1                                        | Peñarol · Uruguay                          |
| 2023 Detalles | Caracas · Venezuela                        | Cascavel · Brasil                          | 3–1                                        | Joinville · Brasil                         |
| 2024 Detalles | Tortuguitas Argentina                      | Magnus Futsal · Brasil                     | 4–2                                        | Barracas Central Argentina                 |
| 2025 Detalles | Luque Paraguay                             | Peñarol · Uruguay                          | 3-1                                        | Magnus Futsal · Brasil                     |

## Títulos por club
| Equipo                      | Campeón | Subcampeón | Años títulos                       |
| --------------------------- | ------- | ---------- | ---------------------------------- |
| Carlos Barbosa              | 6       | 2          | 2002, 2003, 2011, 2017, 2018, 2019 |
| Jaraguá                     | 6       | 1          | 2004, 2005, 2006, 2007, 2008, 2009 |
| Magnus Futsal               | 2       | 1          | 2015, 2024                         |
| Cascavel                    | 2       | 0          | 2022, 2023                         |
| Cerro Porteño               | 1       | 3          | 2016                               |
| Peñarol                     | 1       | 1          | 2025                               |
| Internacional               | 1       | 0          | 2000                               |
| Banespa                     | 1       | 0          | 2001                               |
| Intelli/Orlândia            | 1       | 0          | 2013                               |
| Atlántico Erechim           | 1       | 0          | 2014                               |
| San Lorenzo                 | 1       | 0          | 2021                               |
| Joinville Esporte Clube     | 0       | 2          |                                    |
| Vasco da Gama               | 0       | 1          |                                    |
| Pumas Sport Club            | 0       | 1          |                                    |
| Club Nacional               | 0       | 1          |                                    |
| Deportivo Kansas            | 0       | 1          |                                    |
| Universidad Autónoma        | 0       | 1          |                                    |
| Club Independiente Santa Fe | 0       | 1          |                                    |
| Bello Innovar               | 0       | 1          |                                    |
| Deportivo Táchira           | 0       | 1          |                                    |
| Bello Jairuby               | 0       | 1          |                                    |
| Paranaense Fútbol Club      | 0       | 1          |                                    |
| Águilas Doradas             | 0       | 1          |                                    |
| Boca Juniors                | 0       | 1          |                                    |
| Real Bucaramanga            | 0       | 1          |                                    |
| Barracas Central            | 0       | 1          |                                    |

### Títulos por país
| País      | Campeón | Subcampeón |
| --------- | ------- | ---------- |
| Brasil    | 20      | 7          |
| Paraguay  | 1       | 4          |
| Uruguay   | 1       | 2          |
| Argentina | 1       | 2          |
| Colombia  | -       | 5          |
| Venezuela | -       | 2          |
| Perú      | -       | 1          |
| Bolivia   | -       | -          |
| Ecuador   | -       | -          |
| Chile     | -       | -          |